# Closer (nummer)
Closer is een single uit 2008 van r&b-zanger Ne-Yo.